# Arbacia stellata
Arbacia stellata är en sjöborreart som beskrevs av Gmelin 1872. Arbacia stellata ingår i släktet Arbacia och familjen Arbaciidae. Inga underarter finns listade i Catalogue of Life.